# Suchy Wierch
Die Suchy Wierch ist ein Berg in der polnischen Westtatra mit 1428 Metern Höhe. 

## Lage und Umgebung
Die Suchy Wierch liegt in der polnischen Tatra im  Massiv Stoły, zwischen den Tälern Dolina Chochołowska und Dolina Kościeliska.

## Tourismus
Auf den Gipfel führen keine markierten Wanderwege. Der Gipfel ist jedoch von den umliegenden Tälern gut einsehbar.
Als Ausgangspunkt für eine Besteigung der Wanderwege um den Gipfel eignen sich die Ornak-Hütte und die Chochołowska-Hütte.

## Belege
- Zofia Radwańska-Paryska, Witold Henryk Paryski, Wielka encyklopedia tatrzańska, Poronin, Wyd. Górskie, 2004, ISBN 83-7104-009-1.
- Tatry Wysokie słowackie i polskie. Mapa turystyczna 1:25.000, Warszawa, 2005/06, Polkart, ISBN 83-87873-26-8.